# Me hace falta un bigote
Me hace falta un bigote es una película española de comedia de 1986, escrita y dirigida por el director español Manuel Summers, protagonizada por Jacobo Echeverría, Paloma San Millán y Gregorio García Morcillo, La película rememora la propia adolescencia del director, representando un hecho real ocurrido poco tiempo antes de iniciar este proyecto, cuando Summers recibe una carta y decide finalizar a toda prisa el rodaje de To er mundo é... ¡demasiao! para iniciar este nuevo de inspiración autobiográfica.
Summers se apoyó en su familia, contando con su hijo David y su sobrino Curro, miembros del reparto en papeles estrechamente ligados a la familia.

## Sinopsis
Manolo, un director de cine, recibe un día una carta de su primer amor de la infancia. Este hecho le evoca recuerdos y sentimientos olvidados, lo que le lleva a insistir en terminar su proyecto actual para iniciar uno nuevo: una película que cause la misma sensación: evocar recuerdos del pasado.

## Simbología
La película cuenta con una mirada retrospectiva a la España de mediados del siglo XX, en plena dictadura franquista y el poder latente de la Falange Española, los colegios segregados por sexo, y la imponente presencia de un ídolo de masas, como el actor y cantante Jorge Negrete, quien representa un enemigo imbatible para Manolo, en su lucha por el amor de Luisita.
El propio título de la película se refleja en esta situación, cuando, de la boca del mismo personaje protagonista, salen esas mismas palabras, en referencia a su propio pesar por no estar a la altura de Negrete.

## Reparto
- Jacobo Echeverría como Manolo.
- Paloma San Millán como Luisita.
- Gregorio García Morcillo como Pibe.
- Curro Martín Summers como Hilario.
- Carlos Lucas  como el falangista.
- Jorge Grau como él mismo.
- David Summers como él mismo.
- Manuel Summers como él mismo.
- Pedro Civera como Jorge Negrete, actor y músico.
- María Ostiz como ella misma.
- Luis Escobar como él mismo
- Jesús Hermida como él mismo.
- Juan José Alonso Millán como él mismo.
- Francisco Otero Besteiro como él mismo.
- Jorge Rodríguez San José como él mismo.

## Recepción
La película supuso un fracaso en taquilla, atribuible a su rodaje en blanco y negro, pese a la popularidad del director y a que Summers comenzó a trabajar con su hijo David, quién recientemente había alcanzado la fama como cantante del grupo Hombres G en Sufre mamón (1987) y Suéltate el pelo (1988).